# 스테레오필룸과
스테레오필룸과(Stereophyllaceae)는 털깃털이끼목에 속하는 이끼과의 하나이다. 6속 49종을 포함하고 있다.

## 하위 속
- Catagoniopsis - 양털이끼과로 분류하기도 한다.[1]
- Entodontopsis
- Eulacophyllum
- Juratzkaea
- Pilosium - 기름종이이끼과로 분류하기도 한다.[1]
- Sciuroleskea
- Stenocarpidium
- Stereophyllum